# 阮玉淑慧
永真公主阮玉淑慧（越南语：／；1832年2月2日—1854年10月9日），越南阮朝明命帝第三十九女，生母和嬪阮氏奎。

## 生平
明命十三年正月一日（1832年2月2日），阮玉淑慧在順化皇城出生。嗣德四年（1851年），公主20歲，下嫁管奇張文銘之子張文吉。嗣德七年八月十八日（1854年10月9日），淑慧去世，享年二十三歲。嗣德帝追贈為永真公主，諡莊和。葬於承天府香水縣居正總楊春下社。